# Canal Grande, Benetke
Canal Grande (italijansko za Veliki kanal; beneško Canal Grando, starodavno Canałasso [kanaˈɰaso]) je kanal v Benetkah v Italiji. Predstavlja enega glavnih vodnih prometnih poti v mestu.
En konec kanala vodi v laguno blizu železniške postaje Santa Lucia, drugi konec pa v kotlino pri San Marcu; vmes naredi veliko obrnjeno obliko črke S skozi osrednja okrožja (sestieri) Benetk. Dolg je 3,8 km in široka od 30 do 90 m, s povprečno globino 5 metrov.

## Opis
Obrežje Canala Grande je obkroženo z več kot 170 stavbami, od katerih večina izvira iz 13. do 18. stoletja in prikazujejo blaginjo in umetnost, ki jo je ustvarila Beneška republika. Plemiške beneške družine so se soočale z velikimi stroški, da bi razkazovale svoje bogastvo v primernih palačah; to tekmovanje razkriva ponos državljanov in globoko vez z laguno. Med številnimi so Palazzo Barbaro, Ca' Rezzonico, Ca' d'Oro, Palazzo Dario, Ca' Foscari, Palazzo Barbarigo in Palazzo Venier dei Leoni, kjer je zbirka Peggy Guggenheim. Cerkev ob kanalu je bazilika Santa Maria della Salute. Stoletne tradicije, kot je zgodovinska regata, se vsako leto odvijajo ob kanalu.
Ker večina mestnega prometa poteka po kanalu in ne preko njega, je kanal do 19. stoletja prečkal le en most, most Rialto. Trenutno obstajajo še trije mostovi, Ponte degli Scalzi, Ponte dell'Accademia in kontroverzni Ponte della Costituzione iz leta 2008, ki ga je zasnoval Santiago Calatrava, in povezujejo železniško postajo s Piazzale Roma, enim redkih krajev v Benetkah, kamor lahko vozijo avtobusi in avtomobili. Kot je bilo običajno v preteklosti, se lahko ljudje še vedno vozijo s trajektom čez kanal na več točkah, tako da vstopijo na krov preproste gondole, imenovane traghetto, čeprav je ta storitev manj pogosta kot v preteklosti.
Večina palač izhaja iz vode brez pločnika. Posledično se lahko mimo pročelja stavb na Canalu Grande sprehodite le s čolnom.

## Zgodovina

### Prva naselja
Canal Grande verjetno sledi toku starodavne reke (morda kraka Brente), ki se izliva v laguno. Skupine severnojadranskih Venetov so živele ob prej imenovanem Rio Businiacus že pred rimskim obdobjem. Živeli so v hišah na kolih in se zanašali na ribolov in trgovino (predvsem s soljo). Pod vladavino Rimskega cesarstva in pozneje Bizantinskega cesarstva je laguna postala poseljena in pomembna, v zgodnjem 9. stoletju pa je dož svoj sedež preselil iz Malamocca v varnejši Rivoaltus.
Dožu je sledila naraščajoča trgovina in v globokem Canalu Grande našla varno in ladijsko dostopno pristanišče. Odvodnjavanje razkriva, da je mesto sčasoma postalo bolj strnjeno: takrat je bil kanal širši in je tekel med majhnimi, plimovanjem podvrženimi otoki, povezanimi z lesenimi mostovi.

### Hiše "Fondaco"
Ob Kanalu se je povečalo število fondaco hiš, stavb, ki so združevale skladišče in trgovčevo bivališče.
Portik (curia) pokriva breg in olajša raztovarjanje ladij. Iz portika seže na zadnje dvorišče hodnik, ki ga obdajajo shrambe. Podobno v prvem nadstropju loža, velika kot portik, osvetljuje dvorano, v katero se odpirajo trgovčeve sobe. Fasada je tako razdeljena na zračen osrednji del in dve bolj trdni strani. Nizka medetaža s pisarnami deli dve nadstropji.
Hiša fondaco je imela pogosto stranske obrambne stolpe (torreselle), kot v Fondaco dei Turchi (13. stoletje, močno obnovljeno v 19. st.). Z nemškim skladiščem Fondaco dei Tedeschi (ki je tudi ov Canalu Grande) odraža veliko število tujih trgovcev, ki so delovali v Benetkah, kjer jim je republika omogočila skladišča in prenočišča ter hkrati nadzorovala njihovo trgovsko dejavnost.
Ob kanalu pri Rialtu je bilo zgrajenih še več javnih zgradb: palače za komercialne in finančne posle (Palazzo dei Camerlenghi in Palazzo dei Dieci Savi, obnovljena po požaru leta 1514) in kovnica. Leta 1181 je Nicolò Barattieri zgradil pontonski most, ki je povezoval Rialto z območjem Mercerie, ki je bil kasneje zamenjan z lesenim mostom s trgovinami na njem. Skladišča za moko in sol so bila bolj obrobna.

### Beneško-bizantinski slog
Iz obdobja Bizantinskega cesarstva je prispelo blago skupaj s skulpturami, frizi, stebri in kapiteli za okrasitev fondaco hiš patricijskih družin. Bizantinska umetnost se je združila s prejšnjimi elementi in tako je nastal beneško-bizantinski slog; v arhitekturi so ga zaznamovale velike lože z okroglimi ali podolgovatimi oboki ter obilica barvnega marmorja.
Ob Canalu Grande so ti elementi dobro ohranjeni v Ca' Farsetti, Ca' Loredan (obe občinska sedeža) in Ca' da Mosto, vse pa segajo v 12. ali 13. stoletje. V tem obdobju je Rialto doživel intenziven gradbeni razvoj, ki je določal konformacijo kanala in okoliških območij. Pravzaprav so v Benetkah gradbeni materiali dragoceni, zato se temelji običajno ohranijo: pri kasnejših obnovah so ponovno uporabljeni obstoječi elementi, ki so mešali beneško-bizantinski in nove sloge (Ca' Sagredo, Palazzo Bembo). Barvne, trodelne fasade, lože, razpršene odprtine in razporeditev prostorov so oblikovale poseben arhitekturni okus, ki se je nadaljeval tudi v prihodnosti.
Četrta križarska vojna je s plenom, pridobljenim pri opustošenje Konstantinopla (1204) in drugimi zgodovinskimi situacijami, dala Benetkam vzhodni vpliv do poznega 14. stoletja.

### Beneška gotika
Beneška gotska arhitektura se je uveljavila precej pozno, kot čudovita razkošna gotika (gotico fiorito), ki se je začela z južnim pročeljem Doževe palače. Navpičnost in osvetlitev, ki označujeta gotski slog, najdemo v portikih in ložah fondaco hiš: stebri se tanjšajo, podolgovate oboke zamenjajo zašiljeni ali ogee (oslovski hrbet) ali rebrasti. Portiki se nežno dvigajo in rišejo odprtine v štirilistih ali podobnih figurah. Fasade so bile ometane v sijajnih barvah.
Odprte marmorne fascije, pogosto imenovane "čipke", so se hitro razširile vzdolž Canala Grande. Med palačami iz 15. stoletja, ki še vedno kažejo prvotni videz, so Ca' d'Oro, Palazzo Bernardo a San Polo, Ca' Foscari (danes je Univerza v Benetkah), Palazzo Pisani Moretta, Palazzi Barbaro, Palazzo Cavalli-Franchetti.

### Renesansa
Do začetka 15. stoletja se motivi renesančne arhitekture pojavljajo v stavbah, kot sta Palazzo Dario in Palazzo Corner Spinelli; slednjega je zasnoval Mauro Codussi, pionir tega sloga v Benetkah. Ca' Vendramin Calergi, še en njegov projekt (zdaj gosti Casino), razkriva zaključen prehod: številna in velika okna z odprtimi marmorji so okrogla obokana in imajo stebre v treh klasičnih redih.
Klasicistična arhitektura je bolj očitna v projektih Jacopa Sansovina, ki je prispel iz Rima leta 1527. Ob kanalu je zasnoval Palazzo Corner in Palazzo Dolfin Manin, znani po grandioznosti, po horizontalni postavitvi belih fasad in po razvoju okoli osrednjega dvorišča. Druge renesančne stavbe sta Palazzo Papadopoli in Palazzo Grimani di San Luca. Več palač iz tega obdobja je imelo fasade s freskami slikarjev, kot so Il Pordenone, Tintoretto, Paolo Veronese, vse pa so žal izgubljene. Posebej omembe vredne freske Veroneseja in Zelottija na Ca' Cappellu, ki gledajo na Canal Grande na križišču z Rio de S. Polo.

### Beneški barok
Leta 1582 je Alessandro Vittoria začel graditi Palazzo Balbi (danes je v njej vlada Benečije), v kateri je mogoče prepoznati baročne elemente: oblikovane vence, zlomljene pedimente, okrasne motive.
Glavni baročni arhitekt v Benetkah je bil Baldassare Longhena. Leta 1631 je začel graditi veličastno baziliko Santa Maria della Salute, eno najlepših cerkva v Benetkah in simbol Canala Grande. Klasična postavitev fasade vključuje okraske in številne kipe, ki kronajo tudi prefinjene volute, ki obdajajo glavno kupolo.
Longhena je pozneje zasnoval dve veličastni palači, Ca' Pesaro in Ca' Rezzonico (s številnimi rezbarijami in chiaroscúro učinki) ter cerkev Santa Maria di Nazareth (Chiesa degli Scalzi). Veliki arhitekt iz različnih razlogov ni videl dokončane nobene od teh stavb in načrti za vse razen Santa Maria Della Salute so bili po njegovi smrti spremenjeni.
Longhenove teme se ponavljajo na dveh starejših fasadah Palazzo Labia, ki vsebujejo znameniti cikel fresk Giovanni Battista Tiepola. V Longhenski šoli sta rasla Domenico Rossi (fasada San Stae, Ca' Corner della Regina) in Giorgio Massari, ki je kasneje dokončal Ca' Rezzonico.
16. in 17. stoletje označujeta začetek propadanja republike, a kljub temu se je nadaljevala največja gradbena aktivnost. To je deloma mogoče razložiti s tem, da vse večje število družin (kot so Labia) postajajo patriciji s plačilom ogromne vsote Republiki, ki se je takrat soočala s finančnimi težavami. Ko so te družine dosegle ta nov status, so si zgradile impresivne rezidence ob Canalu, kar je pogosto spodbudilo druge družine, da obnovijo svoje.

### Neoklasicistična arhitektura
Neoklasicistične arhitekture ob Canalu segajo v 18. stoletje: v prvi polovici je bil zgrajen San Simeone Piccolo z impresivnim korintskim portikom, centralnim tlorisom in visoko kupolo, prekrito z bakrom, ki se zaključuje s kupolo v obliki templja. Datirana v drugo polovico Massarijeve Palazzo Grassi.

### Sodobnost
Po padcu Beneške republike leta 1797 je bil velik del palačne gradnje v Benetkah zaustavljen, kar simbolizirata nedokončana San Marcuola in Palazzo Venier dei Leoni (v kateri je zbirka Peggy Guggenheim). Patricijske družine, ki so bile brez dedne vloge pri upravljanju in včasih preganjane s strani revolucionarnih sil, so iskale druga bivališča. Več zgodovinskih palač je bilo podrtih, vendar so mnoge našle druge namene, nekatere obnove pa so ohranile njihov videz iz 18. stoletja. Do poznega 20. stoletja je bila večina vidnejših palač v lasti mestnih, državnih ali civilnih institucij.
V času Napoleonovega italijanskega kraljestva je Napoleonovo zatiranje samostanskih verskih redov izpraznilo velike sektorje nepremičnin v mestu. Prav tako se je sprostila velika količina pohištva in umetniških del na trg starin ali v last države. Veliki samostani so spremenili funkcije: kompleks Santa Maria della Carità je postal muzej, Gallerie dell'Accademia, kompleks Santa Croce, je bil preurejen v območje Papadopoli Gardens in kompleks Santa Lucia (delno ga je zasnoval Palladio) je bil uničen za vzpostavitev postaje Santa Lucia.
Nastanek Kraljevine Italije je obnovil spokojnost v mestu in spodbudil gradnjo vzdolž Canala Grande ob spoštovanju njegove lepote, ki se pogosto reproducira v neogotskih  arhitekturah, kot je Pescaria ob Rialtu.

## Dogodki

### Zgodovinska regata
Prvo septembrsko nedeljo poteka zgodovinska regata (Regata Storica), tekmovanje med beneškimi čolni, ki jih gleda na tisoče ljudi z bregov ali s plavajočih tribun. Pred tekmovanji poteka zgodovinska procesija (Corteo Storico), ki spominja na prihod ciprske kraljice Catherine Cornaro po abdikaciji leta 1489: gondolieri v nošah plujejo v tipičnih čolnih iz 16. stoletja sledeč Bucentauru, doževi državni galeji.

### Praznik Madonna della Salute
21. novembra se Benečani zahvalijo Devici Mariji za rešitev pred epidemijo kuge v letih 1630-38 z romanjem v Santa Maria della Salute. Romarji prečkajo Canal Grande na začasnem pontonskem mostu iz Campo Santa Maria Zobenigo in uživajo na stojnicah in tradicionalnih jedeh.

## Galerija
- Dva gondoliera se s strankami na krovu vozita po Canalu Grande blizu mostu Rialto
- Canal Grande iz Ponte dell'Accademia; v ospredju Palazzo Cavalli-Franchetti, v daljavi Santa Maria della Salute
- Canal Grande v Benetkah v Italiji, posnet ponoči z mostu Rialto
- Canal Grande v Benetkah od Palazzo Flangini do Campo San Marcuola, Canaletto, okoli 1738. Muzej J. Paula Gettyja, Los Angeles
- Oceanska ladja vstopa v Canal Grande